# Озарк (округ, Міссурі)
Шаблон:StateAbbr_ 36°39′ пн. ш. 92°26′ зх. д. / 36.65° пн. ш. 92.44° зх. д.
Округ  Озарк (англ. Ozark County) — округ (графство) у штаті Міссурі, США. Ідентифікатор округу 29153.

## Історія
Округ утворений 1841 року.

## Демографія
За даними перепису 
2000 року 
загальне населення округу становило 9542 осіб, усе сільське.
Серед мешканців округу чоловіків було 4725, а жінок — 4817. В окрузі було 3950 домогосподарств, 2857 родин, які мешкали в 5114 будинках.
Середній розмір родини становив 2,81.
Віковий розподіл населення поданий у таблиці:
| Стать    | До 15 років | 15-21 | 22-29 | 30-39 | 40-49 | 50-65 | 65-85 | Понад 85 |
| -------- | ----------- | ----- | ----- | ----- | ----- | ----- | ----- | -------- |
| Чоловіки | 855         | 403   | 356   | 529   | 682   | 1007  | 833   | 60       |
| Жінки    | 821         | 413   | 356   | 523   | 688   | 1049  | 848   | 119      |

## Суміжні округи
- Дуглас — північ
- Гавелл — схід
- Фултон, Арканзас — південний схід
- Бекстер, Арканзас — південь
- Меріон, Арканзас — південний захід
- Тейні — захід

## Виноски
1. ↑  U.S. Decennial Census. United States Census Bureau. Процитовано 17 листопада 2014.
2. ↑  Historical Census Browser. University of Virginia Library. Архів оригіналу за 11 серпня 2012. Процитовано 17 листопада 2014.
3. ↑  Population of Counties by Decennial Census: 1900 to 1990. United States Census Bureau. Процитовано 17 листопада 2014.
4. ↑  Census 2000 PHC-T-4. Ranking Tables for Counties: 1990 and 2000 (PDF). United States Census Bureau. Процитовано 17 листопада 2014.
5. ↑  State & County QuickFacts. United States Census Bureau. Архів оригіналу за 7 червня 2011. Процитовано 12 вересня 2013.(англ.) Наведено за англійською вікіпедією.
6. ↑  American FactFinder. Бюро перепису населення США. Архів оригіналу за 26 лютого 2012. Процитовано 31 січня 2008.

| США | Це незавершена стаття з географії США. Ви можете допомогти проєкту, виправивши або дописавши її. |